# Open Comunidad de Madrid
Open Comunidad de Madrid je profesionální tenisový turnaj hraný na antukových dvorcích. V současné době je součástí Challenger Tour Asociace tenisových profesionálů (ATP). Koná se v Madridu ve Španělsku od roku 2022.

## Poslední finále

### Dvouhra
| Rok  | Šampión            | Druhé místo       | Skóre              |
| ---- | ------------------ | ----------------- | ------------------ |
| 2025 | Kamil Majchrzak    | Marin Čilić       | 6–3, 4–6, 6–4      |
| 2024 | Stefano Napolitano | Leandro Riedi     | 6–3, 6–3           |
| 2023 | Alexandr Ševčenko  | Pedro Cachín      | 6–4, 6–3           |
| 2022 | Pedro Cachín       | Marco Trungelliti | 6–3, 6–7(3–7), 6–3 |

### Čtyřhra
| Rok  | Šampión                           | Druhé místo                               | Skóre            |
| ---- | --------------------------------- | ----------------------------------------- | ---------------- |
| 2025 | Francisco Cabral Lucas Miedler    | Jakub Paul David Pel                      | 7–6(7–2), 6–4    |
| 2024 | Harri Heliövaara Henry Patten     | Guido Andreozzi Miguel Ángel Reyes-Varela | 7–5, 7–6(7–1)    |
| 2023 | Ivan Ljutarevič Vladyslav Manafov | Patrik Niklas-Salminen Bart Stevens       | 6–4, 6–4         |
| 2022 | Adam Pavlásek Igor Zelenay        | Rafael Matos David Vega Hernández         | 6–3, 3–6, [10–6] |